# Sông Dunajec

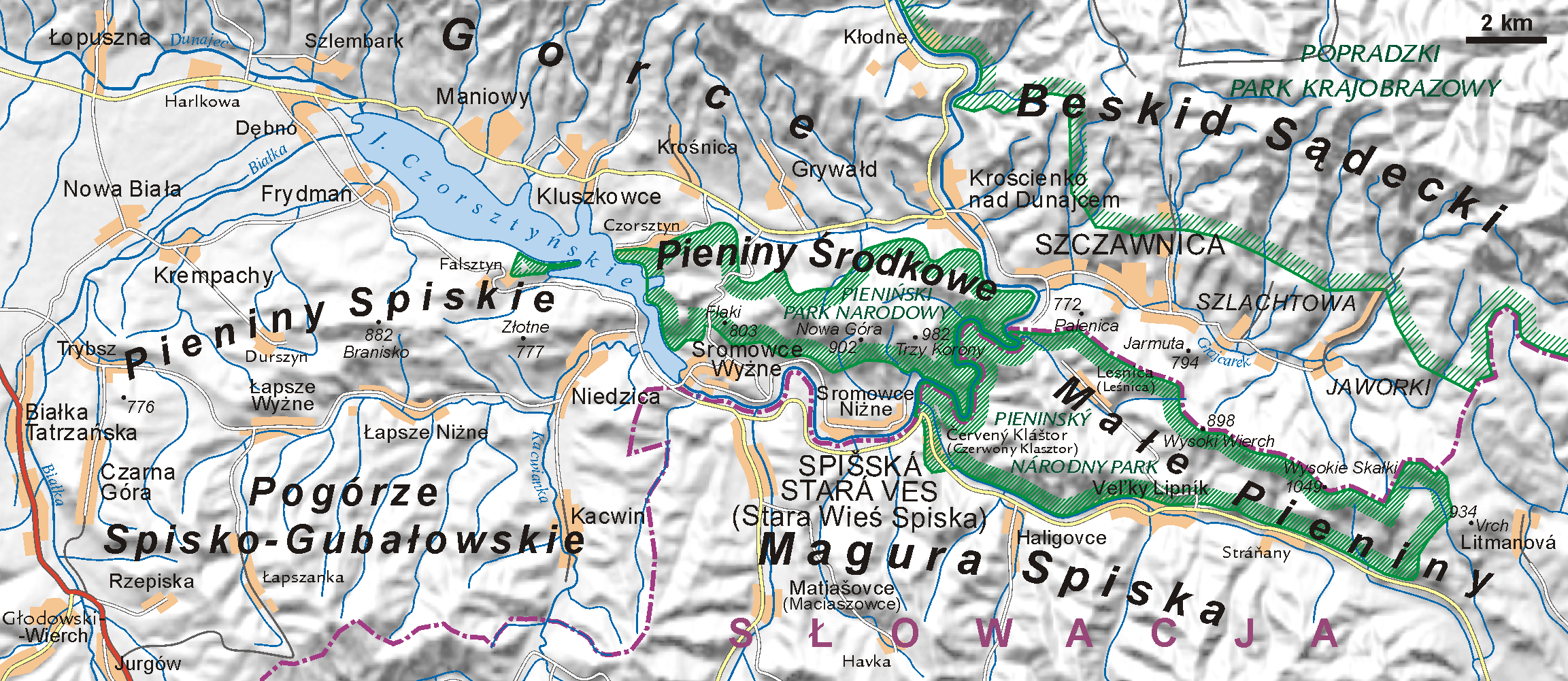
Sông Dunajec trong dãy Pieniny Środkowe (tiếng Slovak: Centrálne Pieniny) hình thành một biên giới 27 km giữa Ba Lan và Slovakia

Sông Dunajec (phát âm tiếng Ba Lan: [duˈnajɛt͡s]) là một con sông chảy qua phía đông bắc Slovakia và miền nam Ba Lan. Nó là một nhánh phải của sông Vistula. Nó bắt đầu ở Nowy Targ tại nơi giao nhau của hai con sông ngắn, Czarny Dunajec và Biały Dunajec (Đen và Trắng Dunajec). Dunajec tạo thành biên giới giữa Ba Lan và Slovakia 17 km  trong dãy Pieniny Środkowe (Slovak: Centrálne Pieniny), phía đông của hồ chứa Czorsztyn.
Dunajec dài 249 km, bao gồm cả dòng sông Czarny Dunajec,, khiến nó trở thành con sông dài thứ mười ba của Ba Lan. Nó có diện tích lưu vực là 6.796 km2 (4.838 ở Ba Lan và 1.958 ở Slovakia). Ở biên giới Slovak / Ba Lan, nó chảy qua vùng Zamagurie, với các điểm tham quan như Hẻm núi sông Dunajec, khối núi Trzy Korony với vách đứng 500 mét (1.600 ft), Červený Kláštor, và hai tòa lâu đàiPieniny trong Czorsztyn và Niedzica. 

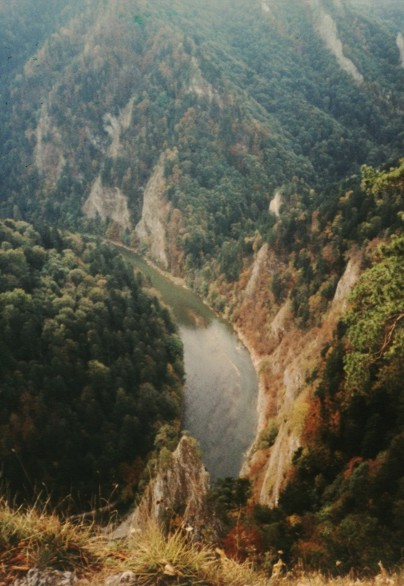
Hẻm núi Dunajec ở vùng núi Pieniny

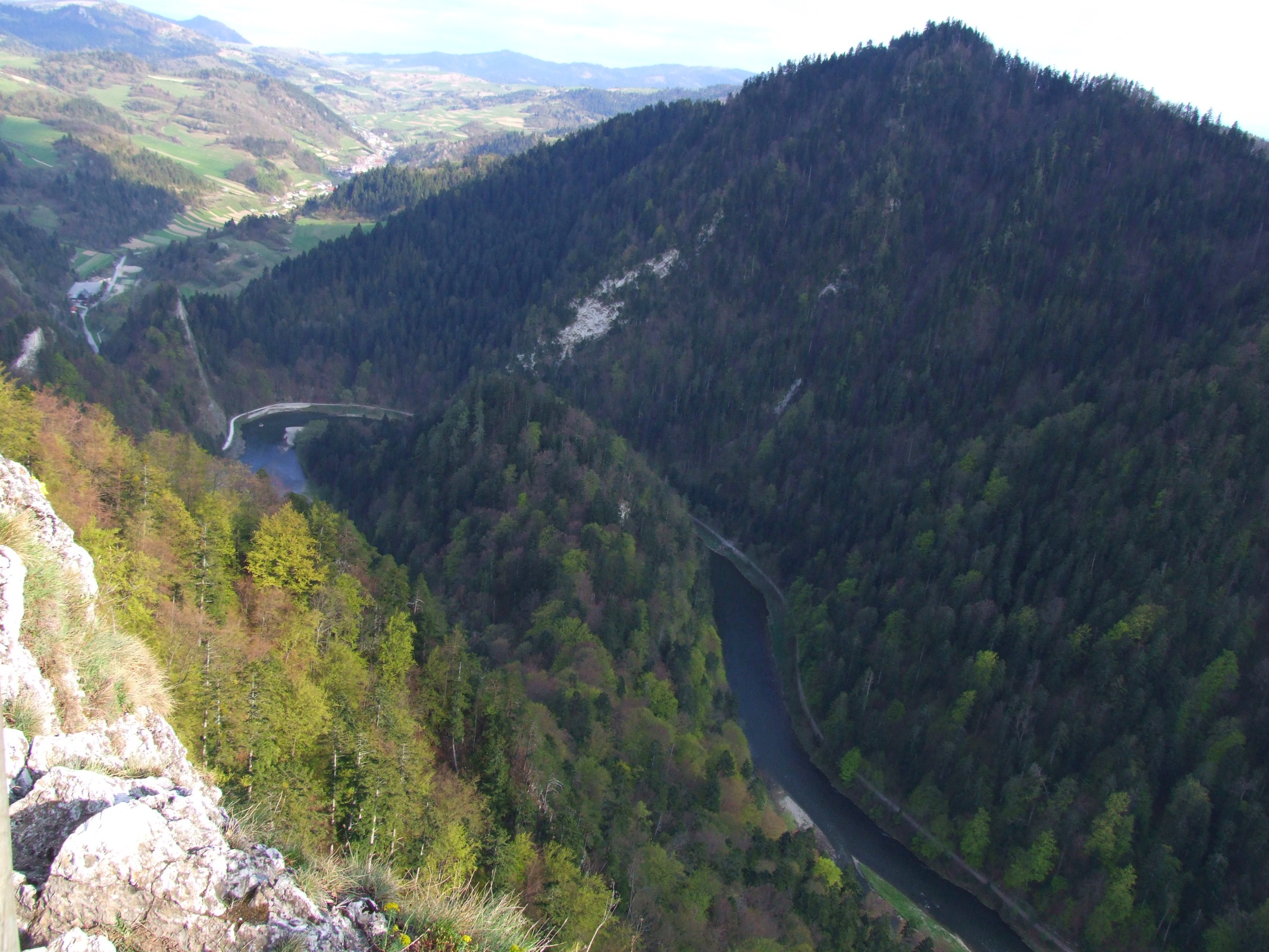
Dunajec ở vùng núi Pieniny

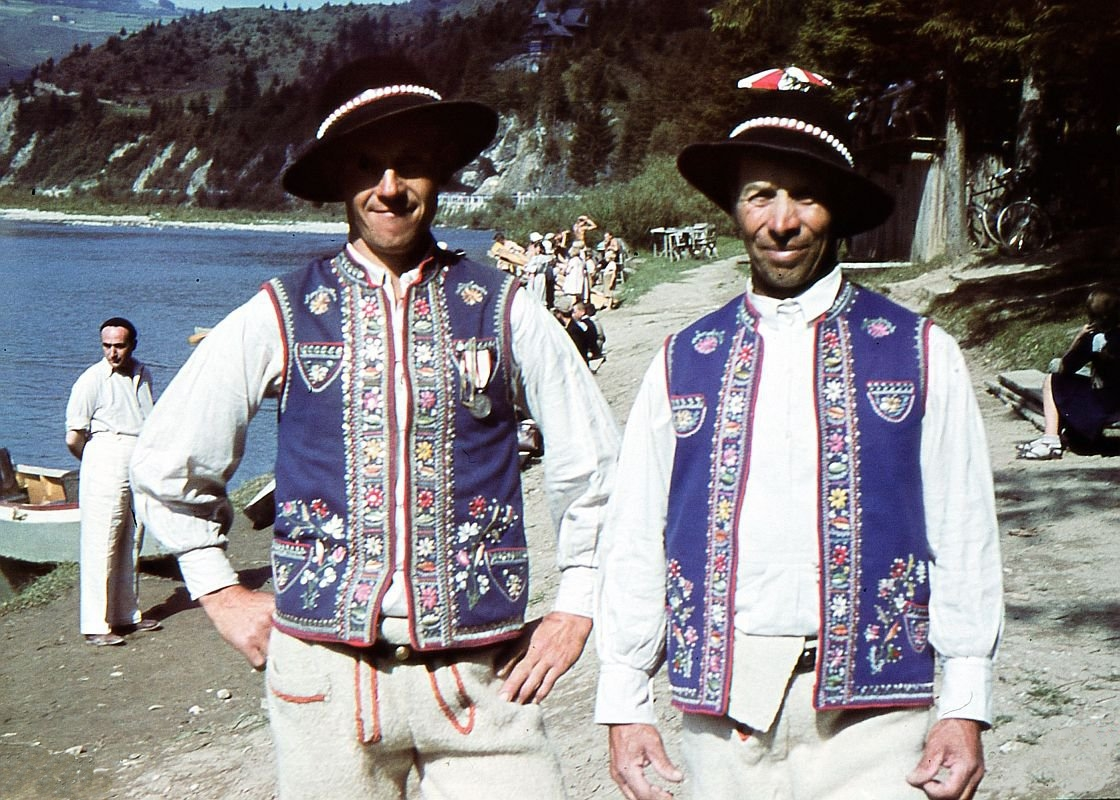
Dunajec, 1939

Bên dưới hai dòng nguồn, Dunajec chảy qua một thung lũng rộng gọi là lưu vực Nowotarska. Sau đó, nó cung cấp nước cho đập ở Niedzica (Hồ Jezioro Czorsztyńskie) và đập ở Sromowce Wyżne (hồ chứa Sromowce Wyżne). Chảy qua phần trung tâm của dãy Pieniny, nó tạo ra một ngã rẽ đẹp như tranh ở biên giới Slovak của Ba Lan giữa Sromowce Wyżne và Szczawnica, nơi nó chảy qua đá Kotuńka, nơi phân biệt khu vực với các phần của dòng sông. Xa hơn nữa, nó quay về hướng bắc vào dãy núi Tây Beskid và lưu vực Sądecka (nơi nó hợp nhất với nhánh sông lớn nhất của riêng mình, sông Poprad). Nó chảy qua một thung lũng mở của Beskid Foothills và đổ xuống Ronów Foothills (với hai con đập nữa: Hồ Jezioro Rożnowskie và Hồ Jezioro Czchowskie) và cuối cùng, nó dẫn vào Thung lũng Sandomierz. Dunajec chảy vào sông Vistula trong vùng lân cận của Opatowiec.
Sông Dunajec chảy qua hoặc gần các địa điểm này ở Ba Lan và phía bắc Slovakia: 
| - Sông Dunajec - Spišská Stará Ves - Majere - Lechica - Červený Kláštor - Lesnica - Targ - Maniowy - Czorsztyn - Szczawnica - Krościenko nad Dunajcem - Łącko - Stary Sącz - Nowy Sącz - Gródek nad Dunajcem - Czchów - Zakliczyn - Wojnicz - Tarnów - Noabno | - Biały Dunajec (phụ lưu) - Zakopane - Poronin - Biały Dunajec - Szaflary - Targ - Czarny Dunajec (phụ lưu) - Kocielisko - Czarny Dunajec - Targ |